# خموشانه
خموشانه نام یک آلبوم موسیقی با بداهه‌نوازی سه‌تار و کمانچه توسط محمدرضا لطفی و تنبک محمد قوی‌حلم می‌باشد.این آلبوم شامل اجرای کنسرت رادیو فرانسه پاییز ۲۰۰۰ و کنسرت بازل سوئیس ۱۹۹۸ است.

## فهرست آهنگ‌ها
۱. آواز ابوعطا(سه تار) به مدت ۴۵ دقیقه
۲. آواز بیات زند(کمانچه) به مدت ۲۳ دقیقه